# Look at Her Now
"Look at Her Now" é uma canção da artista musical estadunidense Selena Gomez. Foi lançada em 24 de outubro de 2019 pela Interscope Records. A faixa foi escrita por Gomez, Julia Michaels, Ian Kirkpatrick e Justin Tranter, sendo produzida pelo penúltimo.

## Antecedentes
Um dia depois de ter lançado "Lose You to Love Me", Gomez estreou a faixa "Look at Her Now" para seu próximo álbum de estúdio. "Eu senti que, com essas duas músicas lançadas consecutivamente, completava-se a história de como alguém pode subir, independentemente dos desafios que a vida acarreta", disse. Gomez anunciou a música em suas redes sociais, comentando que era um "presente especial" para seus seguidores.
A faixa foi escrita por Gomez, Julia Michaels, Ian Kirkpatrick e Justin Tranter, enquanto a produção foi realizada por Kirkpatrick.

## Recepção
Zach Seemayer‍, do ET Online, comentou que a música, como o single anterior “Lose You to Love Me”, explora os mesmos temas de um romance fracassado, apenas que nesta faixa as letras são aparentemente escritas na terceira pessoa e com uma atmosfera de muito mais energia.

## Vídeo musical
O vídeo musical de "Look at Her Now" foi lançado em 24 de outubro de 2019 e dirigido por Sophie Muller. O vídeo, assim como o single anterior "Lose You to Love Me", foram filmados completamente no iPhone 11. No vídeo, Gomez recebe luzes de nêonio junto com uma equipe de dançarinos, às vezes dirigindo a câmera por conta própria, manobrando-a com ela enquanto se move pela sala.

## Créditos
Créditos adaptados do Genius.
- Selena Gomez - voz, composição
- Julia Michaels - composição
- Justin Tranter - composição
- Ian Kirkpatrick - composição, produção, engenheiro de gravação
- Bart Schoudel - engenheiro de gravação
- Chris Gehringer - engenheiro de masterização
- Manny Marroquin - engenheiro de mixagem

## Desempenho nas tabelas
| Listas (2019)                     | Posição |
| --------------------------------- | ------- |
| Alemanha (Official German Charts) | 43      |
| Escócia (Official Charts Company) | 55      |
| Estados Unidos (Bilboard Hot 100) | 27      |
| Hungria (Single Top 40)           | 12      |

## Histórico de lançamento
| Região | Data                  | Formato                    | Gravadora          | Ref.  |
| ------ | --------------------- | -------------------------- | ------------------ | ----- |
| Mundo  | 24 de outubro de 2019 | Download digital streaming | Interscope Records | [ 3 ] |